# ایزاک امبنزا
ایزاک امبنزا (انگلیسی: Isaac Mbenza؛ زادهٔ ۸ مارس ۱۹۹۶) بازیکن فوتبال اهل بلژیک است.
از باشگاه‌هایی که در آن بازی کرده‌است می‌توان به باشگاه فوتبال والنسین اشاره کرد.
وی همچنین در تیم‌های ملی فوتبال زیر ۱۷ سال بلژیک، تیم ملی فوتبال زیر ۱۹ سال بلژیک، و زیر ۲۱ سال بلژیک بازی کرده‌است.